# Lyxor Asset Management
Lyxor Asset Management was een Franse vermogensbeheerder.
Het bedrijf werd opgericht in 1998 en bestond uit twee dochterondernemingen, Lyxor Asset Management en Lyxor International Asset Management. De eigenaar was Société Générale. Lyxor was een belangrijke aanbieder van ETF's.
In april 2021 kondigde Amundi de overname aan van Lyxor Asset Management voor € 0,8 miljard. Amundi is daarmee de grootste aanbieder van exchange-traded funds (ETF) van Europa geworden.